# Ventrículo

Diagrama del corazón humano.

Los ventrículos son las cámaras impulsoras del corazón. El corazón de los mamíferos, incluidos los humanos, posee dos ventrículos, izquierdo y derecho, mientras que otros animales, como los peces y anfibios solo tienen uno. Los ventrículos reciben sangre de las cámaras superiores del mismo lado del corazón, las aurículas. A lo largo del ciclo cardíaco los ventrículos se contraen durante la sístole y se relajan durante la diástole. En la sístole el ventrículo derecho impulsa la sangre hacia la arteria pulmonar y los pulmones para que se oxigene y el ventriculo izquierdo impulsa la sangre ya oxigenada hacia la arteria aorta para distribuirla por los diferentes tejidos y órganos. En los mamíferos la sangre no puede pasar directamente del ventriculo derecho al izquierdo porque están separados por el tabique interventricular.

## Anatomía humana

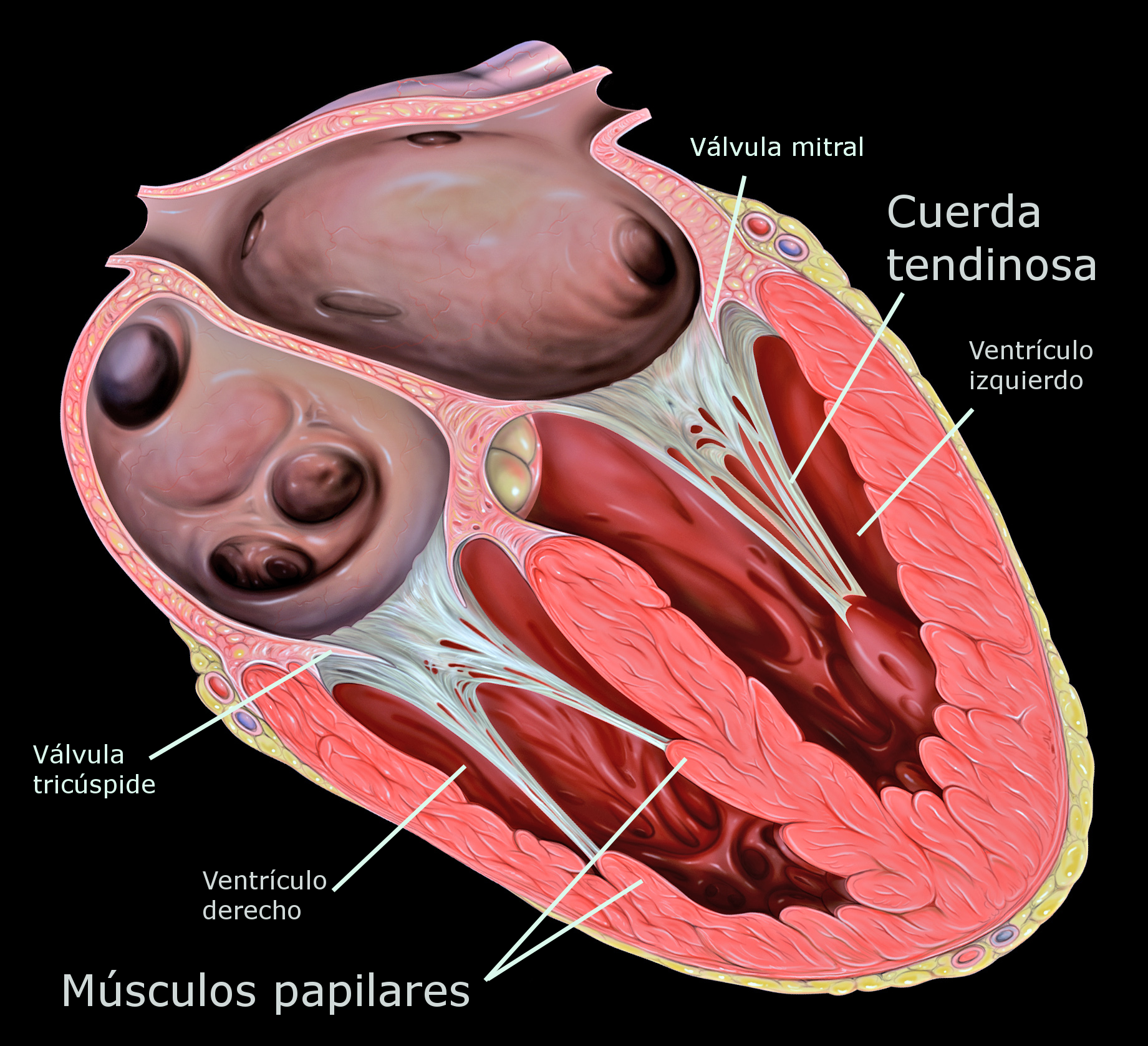
Sección del corazón, puede observarse que la pared del ventrículo izquierdo es más gruesa que la del derecho.

El corazón  humano está dividido en cuatro cavidades: dos superiores —la aurícula derecha y la aurícula izquierda— y dos inferiores, el ventrículo derecho y el ventrículo izquierdo. La aurícula izquierda comunica con el ventrículo izquierdo por medio de la válvula mitral y la aurícula derecha comunica con el ventrículo derecho por medio de la válvula tricúspide. Cada ventrículo recibe sangre de la aurícula de su mismo lado y la impulsa a una arteria: la arteria pulmonar, en el caso del ventrículo derecho y la aorta, en el caso del ventrículo izquierdo. Los ventrículos están separados entre sí por el tabique interventricular. La pared de los ventrículos está formada por tejido muscular y recibe el nombre de miocardio, en la zona que está en contacro con la sangre existe una delgada capa no muscular que se llama endocardio. Ambos ventrículos bombean la misma cantidad de sangre por minuto, sin embargo la pared del ventrículo izquierdo es más gruesa que la del derecho, ello se debe a la baja resistencia de la circulación pulmonar.

## Fisiología humana
Los ventrículos son las cámaras del corazón cuya función es bombear la sangre para la circulación sistémica, a través de la válvula aórtica, en el caso del ventrículo izquierdo, y para la circulación pulmonar, a través de la válvula pulmonar, en el caso del ventrículo derecho. La contracción ventricular se llama sístole ventricular y la relajación diástole ventricular. Se llama  volumen sistólico a la cantidad de sangre bombeada por el ventrículo durante una contracción, el volumen sistólico normal es 70 ml. Teniendo en cuenta que la frecuencia cardíaca es 70 contracciones por minuto, la cantidad de sangre que bombea un ventrículo durante un minuto (gasto cardíaco) es alrededor de 5 litros, es decir 7200 litros al día, un trabajo formidable, imprescindible para mantener el cuerpo con vida.
La sangre procedente de todo el organismo llega a la aurícula derecha mediante la vena cava inferior y la vena cava superior. Cuando la sangre entra a la aurícula derecha pasa a través de la válvula tricúspide y alcanza el ventrículo derecho. Desde el ventrículo derecho es impulsada hacia los pulmones, a través de la arteria pulmonar, después de pasar por los pulmones la sangre es recogida por las venas pulmonares que la llevan hasta la aurícula izquierda, desde donde se dirige al ventrículo izquierdo, atravesando la válvula mitral. Finalmente la sangre es impulsada gracias a la contracción del ventriculo izquierdo hacia la arteria aorta que se encargará de distribuirla por todo el organismo para prorcionar oxígeno y nutrientes a las células de los diferentes tejidos y órganos.

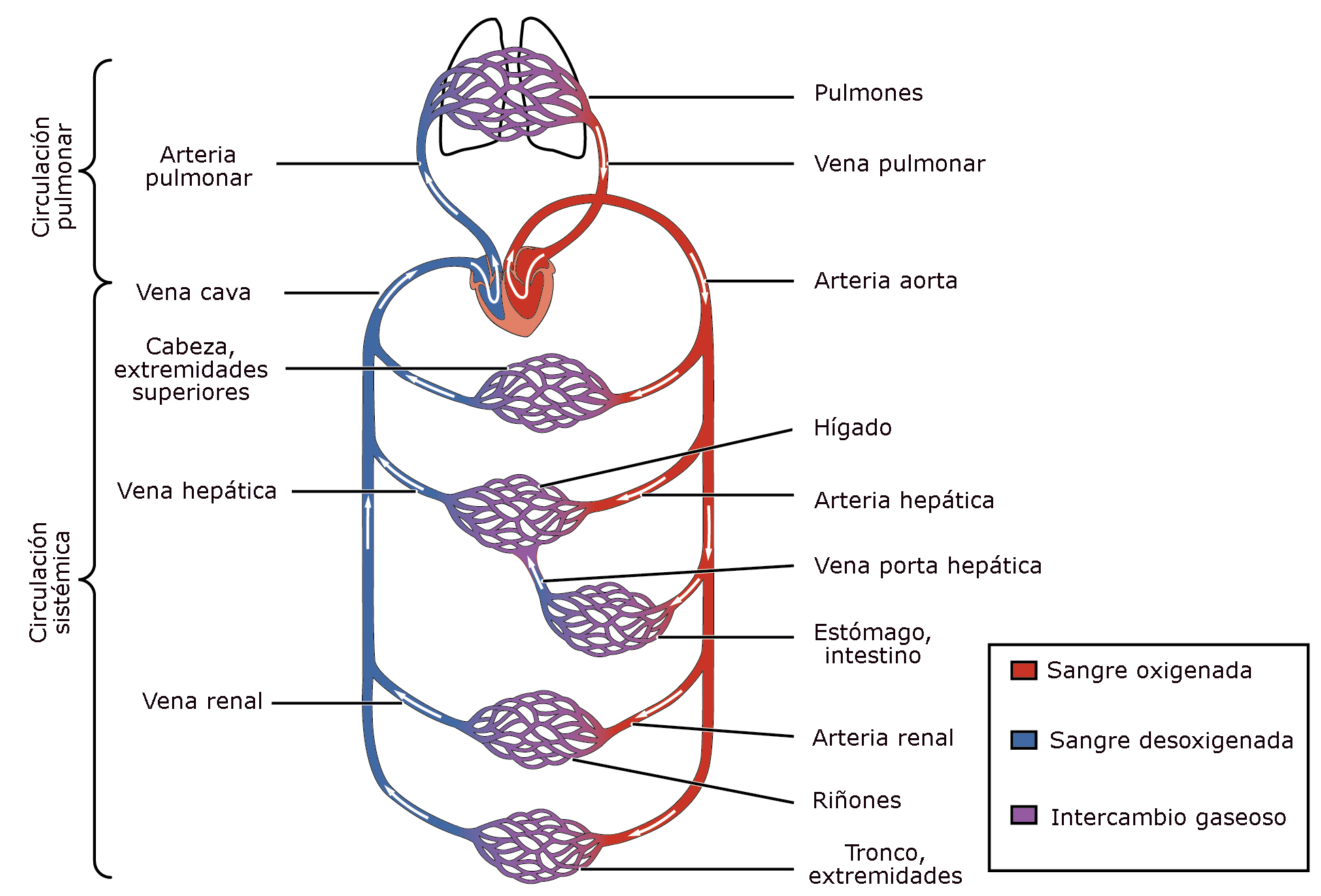
Circulación pulmonar y sistémica.